# Campidano di Terralba
 (mars 2023).
Si vous disposez d'ouvrages ou d'articles de référence ou si vous connaissez des sites web de qualité traitant du thème abordé ici, merci de compléter l'article en donnant les références utiles à sa vérifiabilité et en les liant à la section « Notes et références ».
Le Campidano di Terralba est un vin DOC produit en Sardaigne dans les provinces de Cagliari et Oristano ; il doit son nom à la plaine du Campidano et à la ville de Terralba. Il est produit à partir du cépage endémique "Bovale sardo".

## Caractéristiques organoleptiques
- Robe : rouge rubis plus ou moins clair.
- Bouquet : fruitée, intense.
- Gout : sec, plein, particulier.

## Production
Province, saison, volume en hectolitres
- Cagliari  (1995/96)  27,09
- Oristano  (1990/91)  365,96
- Oristano  (1991/92)  26,25
- Oristano  (1992/93)  285,32
- Oristano  (1993/94)  755,78
- Oristano  (1994/95)  644,35
- Oristano  (1995/96)  495,53
- Oristano  (1996/97)  177,24